# Lagoa do Lugar de Baixo
Lagoa do Lugar de Baixo é uma lagoa situada na costa sul da Madeira, no concelho e freguesia da Ponta do Sol. É um espaço natural único no arquipélago, dado que muitas espécies de aves migratórias recorrem a esta lagoa para nidificar ou como ponto de paragem.